# Великий Полом
Великий Поло́м (стара назва Полом, рос. Большой Полом) — присілок в Красногорському районі Удмуртії, Росія.

## Населення
Населення — 12 осіб (2010; 4 в 2002).
Національний склад станом на 2002 рік:
- росіяни — 75 %